# Педагогика (издательство)
«Педагогика» — советское специализированное издательство.

## Описание
Основано в 1945 году как издательство Академии педагогических наук (АПН) РСФСР.
В 1963—1969 входило в состав издательства «Просвещение».
С 1969 — издательство «Педагогика» Академии педагогических наук СССР и Госкомиздата СССР. В системе Госкомиздата СССР в 1980-х годах издательство «Педагогика» входило в главную редакцию общественно-политической литературы. Находилось по адресу 107066, Москва, Лефортовский переулок, 8. В 1979—1990 годах показатели издательской деятельности издательства были следующие:
|                                       | 1979    | 1980    | 1981    | 1985    | 1987     | 1988     | 1989     | 1990     |
| ------------------------------------- | ------- | ------- | ------- | ------- | -------- | -------- | -------- | -------- |
| Кол-во книг и брошюр, печатных единиц | 77      | 83      | 83      | 73      | 98       | 96       | 85       | 97       |
| Тираж, млн экз.                       | 3,6953  | 4,5351  | 4,3457  | 6,6645  | 7,7424   | 7,7536   | 8,4418   | 8,1479   |
| Печатных листов-оттисков, млн         | 56,1089 | 68,7446 | 78,1952 | 91,8662 | 111,0088 | 125,4776 | 140,7223 | 123,7269 |

Выпускало труды научно-исследовательских институтов АПН СССР, произведения крупнейших представителей отечественной и зарубежной педагогики, научно-популярную литературу для учителей и родителей, «Детскую энциклопедию» (и библиотечку Детской энциклопедии «Учёные — школьнику») и серию тематических «Энциклопедических словарей» для школьников.
Издательство «Педагогика-Пресс» (преемник «Педагогики» с начала 1990-х) осуществило переиздание ряда пользующихся спросом справочников для школьников.